# Ростовський сільський округ
Росто́вський сільський округ (каз. Ростов ауылдық округі, рос. Ростовский сельский округ) — адміністративна одиниця у складі Бухар-Жирауського району Карагандинської області Казахстану. Адміністративний центр — село Ростовка.
Населення — 2678 осіб (2021; 3042 у 2009, 2782 у 1999, 3091 у 1989).
Станом на 1989 рік існувала Ростовська сільська рада (села Кизил-Жар, Красна Нива, Молодецьке, Ростовка) ліквідованого Тельманського району. Пізніше село Молодецьке було виділене і утворило окремий Молодецький сільський округ.

## Склад
До складу округу входять такі населені пункти:
| Населений пункт   | Населення, осіб (1989) | Населення, осіб (1999) | Населення, осіб (2009) | Населення, осіб (2021) |
| ----------------- | ---------------------- | ---------------------- | ---------------------- | ---------------------- |
| Кизилжар, село    | 837                    | 821                    | 773                    | 629                    |
| Красна Нива, село | 430                    | 366                    | 354                    | 273                    |
| Ростовка, село    | 1824                   | 1595                   | 1915                   | 1776                   |